# Gare de Chambéry-Challes-les-Eaux
Gare de Chambéry-Challes-les-Eaux – stacja kolejowa w Chambéry, w regionie Owernia-Rodan-Alpy, we Francji. Znajdują się tu 3 perony. Nazwa stacji pochodzi od miejscowości Challes-les-Eaux, która podobnie jak wiele w tej okolicy jest uzdrowiskiem.

## Dworzec

### Perony
Stacja posiada obecnie 5 krawędzi peronowych przeznaczonych do wsiadania i wysiadania pasażerów. 

### Połączenia
Krzyżują się tu linie z Aix-les-Bains, Annecy, Genewy i Lyonu.

## Historia
Dworzec kolejowy w Chambéry został wybudowany w 1856 roku. Z biegiem lat stację rozbudowywano.
W 1906 zbudowano lokomotywownię, która pozwalała na obsługę lokomotyw, które przyjechały z Lyonu lub Grenoble.
Podczas bombardowania dworca w dniu 26 maja 1944 dworzec został zniszczony. SNCF straciło 45 lokomotyw. Struktura budynku lokomotywowni została oszczędzona.

## Galeria

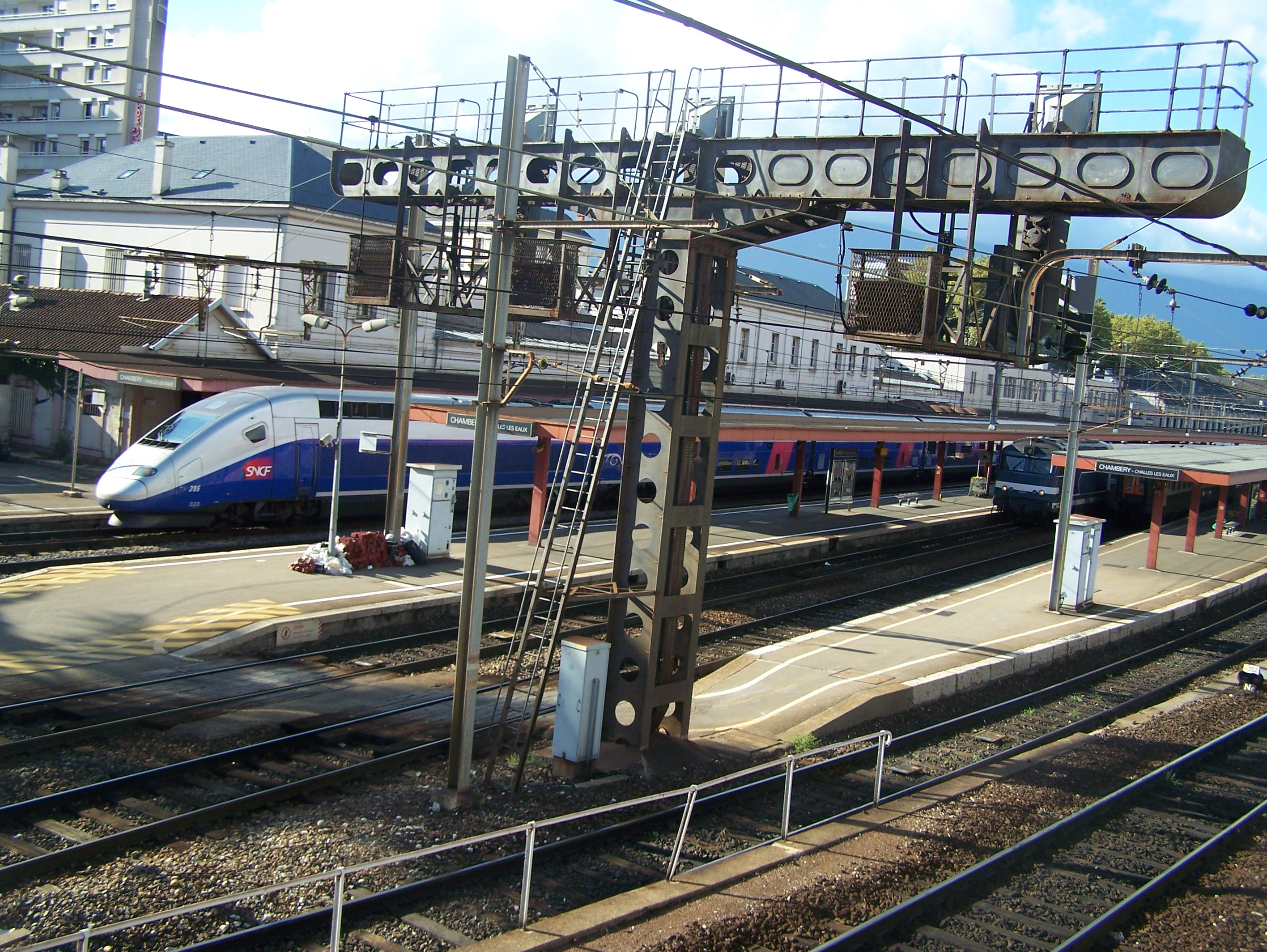
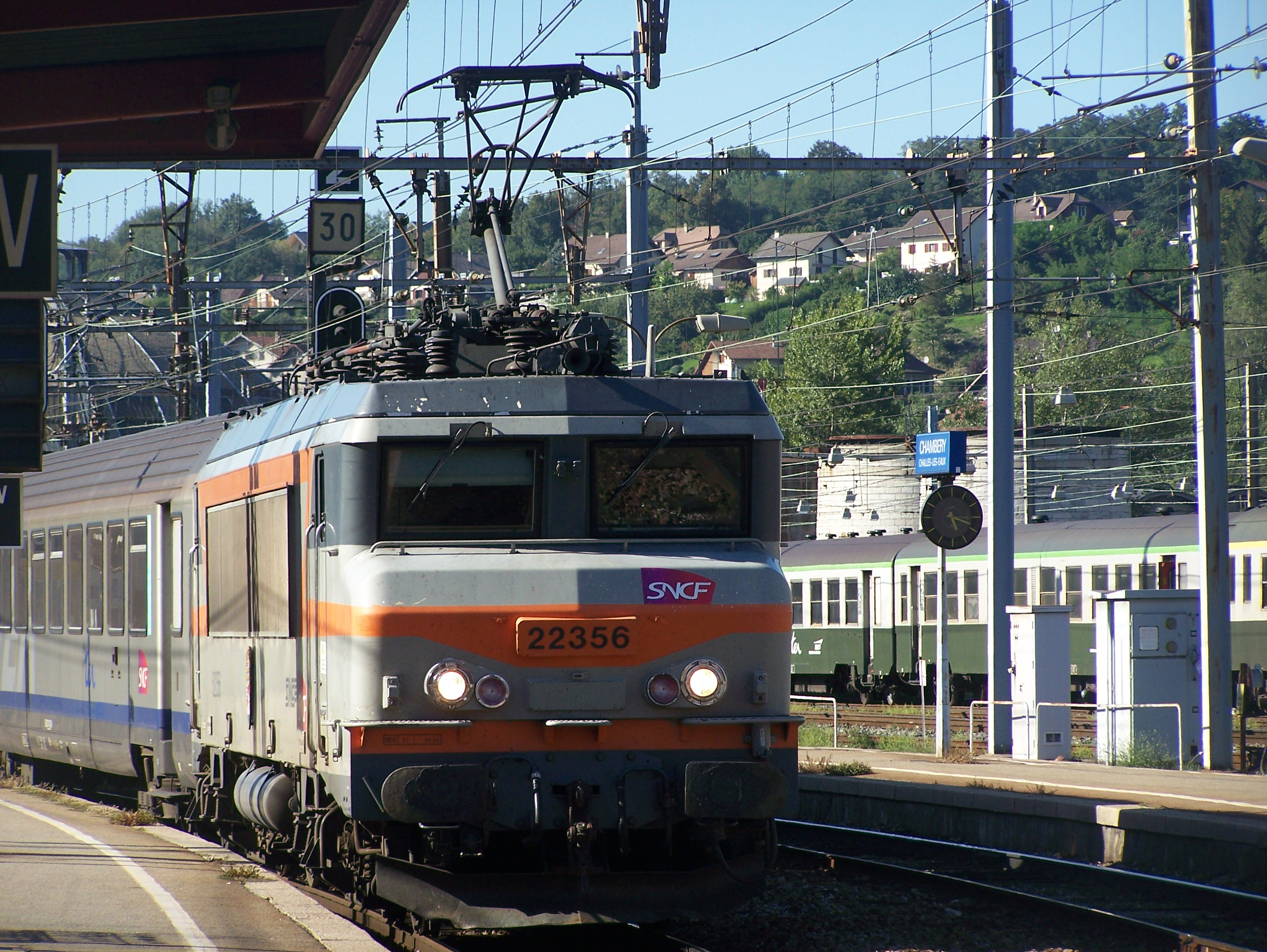
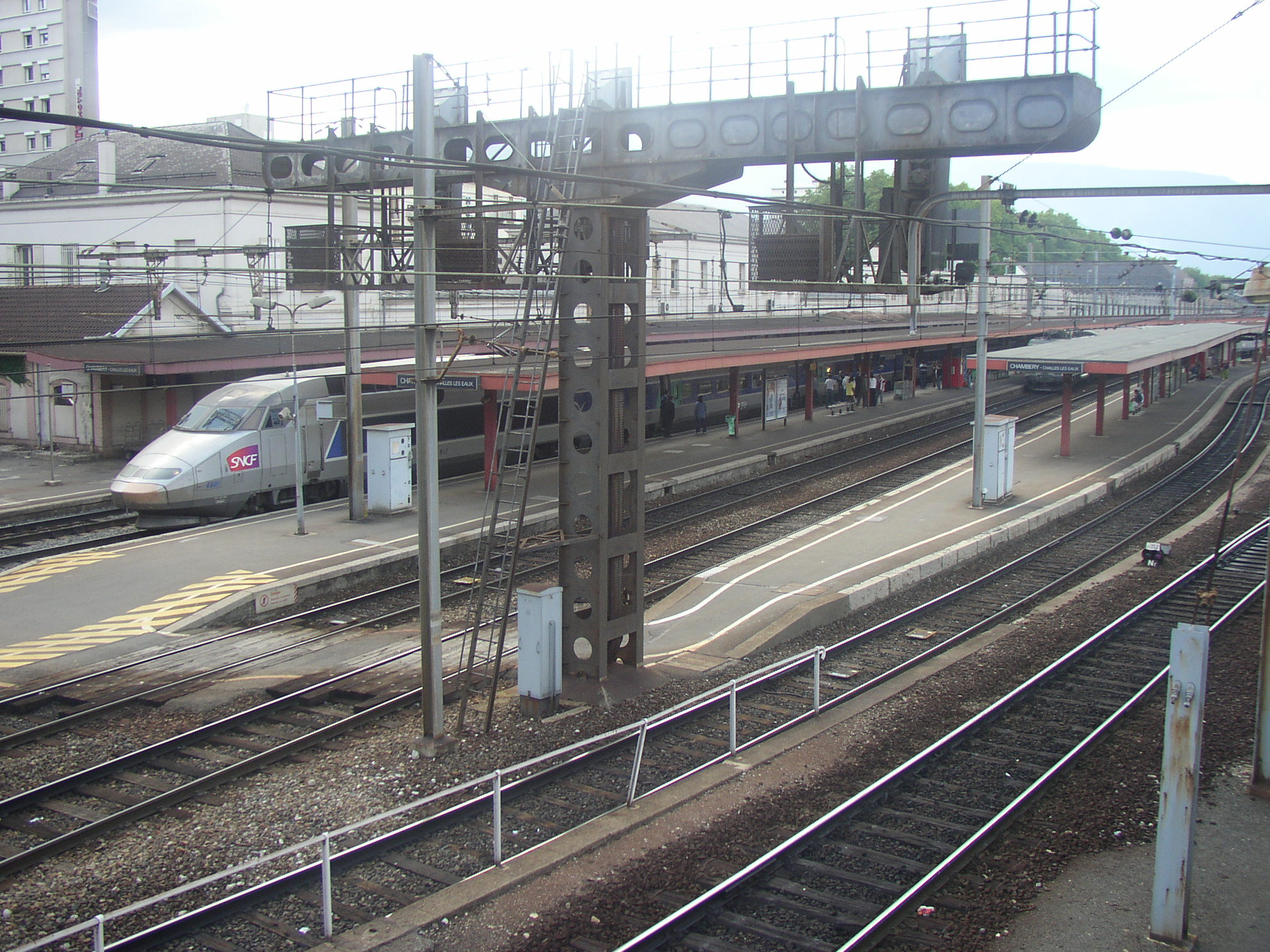